# Boîte Corsi-Rosenthal

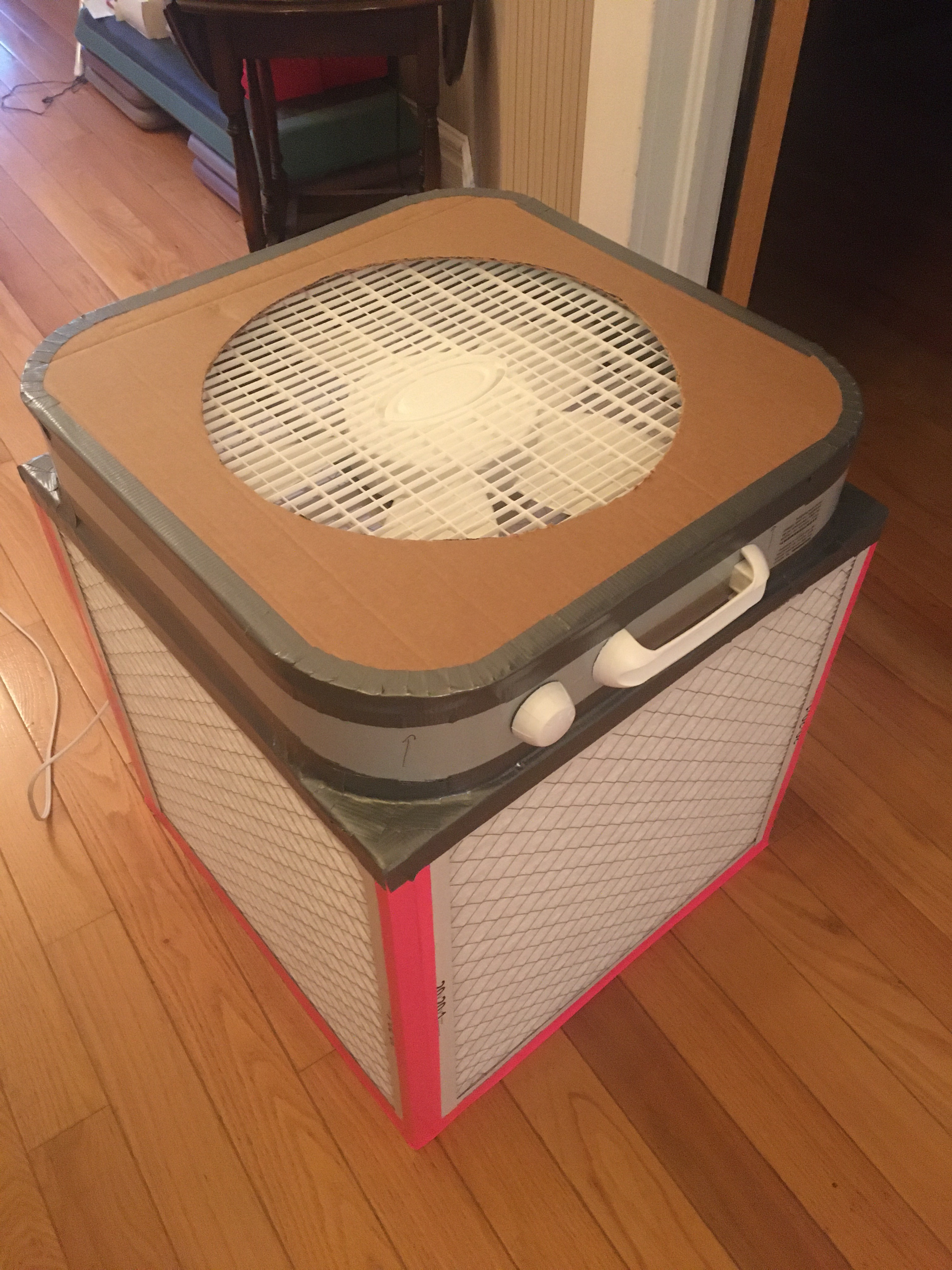
Une boîte Corsi-Rosenthal.

Une boîte Corsi-Rosenthal, également appelée cube Corsi-Rosenthal ou cube Comparetto, est un type de purificateur d'air à faire soi-même qui peut être construit à la maison pour une somme modique. Il a été conçu pendant la pandémie de COVID-19. Son usage est la réduction des niveaux de particules virales en suspension dans l'air dans les environnements intérieurs.

## Contexte
Les unités de purification d'air avec filtration HEPA peuvent être coûteuses, souvent bien plus chères que 500 USD l'unité,,. En août 2020, Richard Corsi, ingénieur en environnement, évoque avec un journaliste de Wired, Adam Rogers, d'une idée qu'il avait de combiner plusieurs filtres achetés en magasin avec un ventilateur dans le but d'améliorer l'efficacité des conceptions de filtres à air, faits maison. Rogers a contacté Jim Rosenthal, PDG du fabricant de filtres Tex-Air Filters, qui avait collaboré avec Corsi à l'Université du Texas et au chapitre texan de l'Asthma and Allergy Foundation of America (en), pour effectuer des tests sur un seul filtre à air attaché à un ventilateur. 
Inspiré par l'idée de Corsi d'utiliser plusieurs filtres, Rosenthal a ensuite proposé une conception à cinq filtres qu'il baptise d'après Corsi. Corsi a par la suite tweeté que Rosenthal méritait vraiment d'être également crédité et qu'il préférait de ce fait le nom « Boîte Corsi-Rosenthal ».